# Jón Trausti

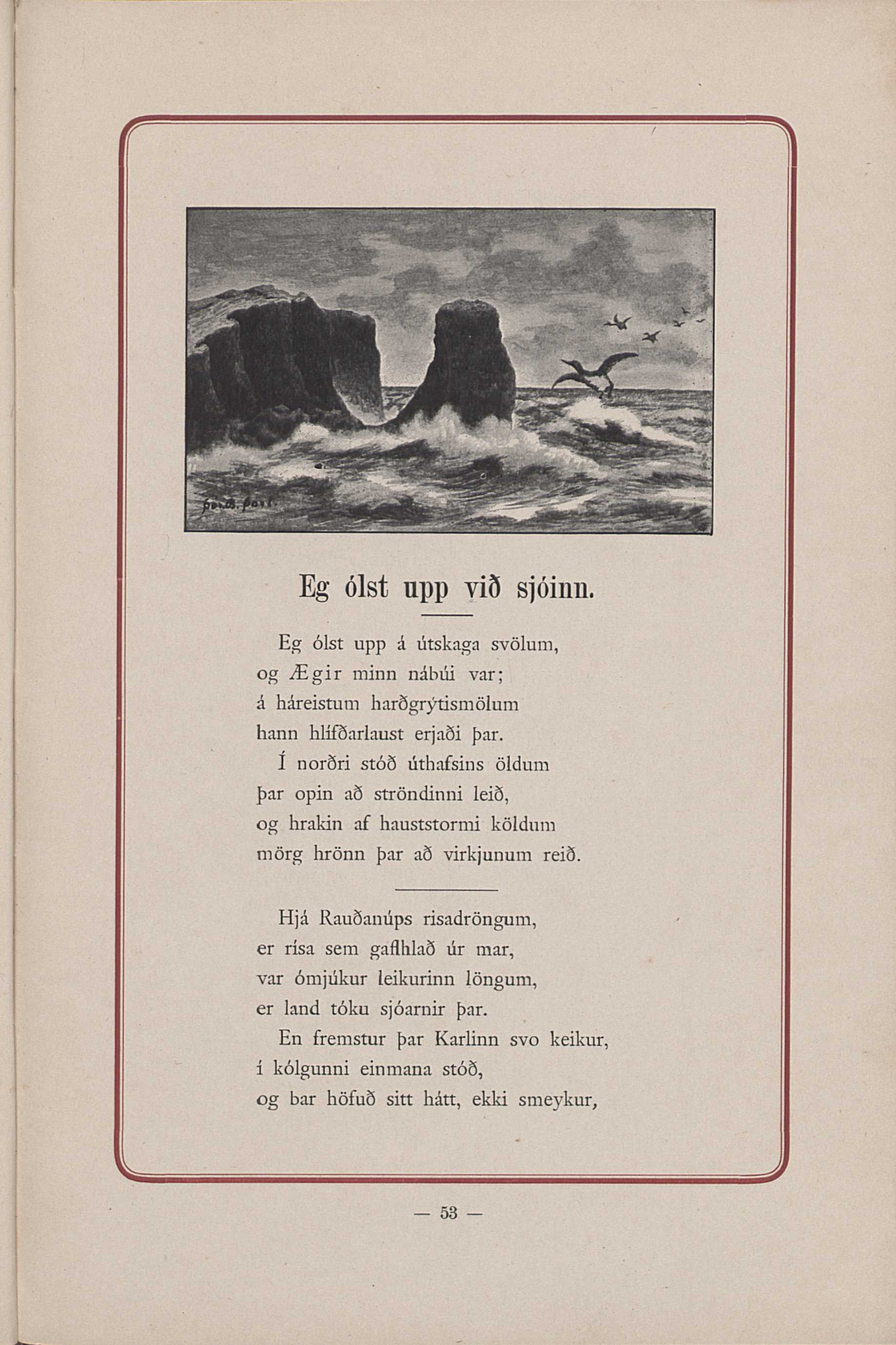
Gedicht von Jón Trausti, illustriert von Þórarinn B. Þorláksson in dem 1903 erschienenen Buch Íslandsvísur. Das Gedicht mit dem Titel "Ich bin am Meer aufgewachsen" handelt von Jón Traustis Kindheit in Melrakkaslétta, dem Meeresvogelfelsen Rauðinúpur

Jón Trausti (Pseudonym für Guðmundur Magnússon; * 12. Februar 1873 in Rif auf der Halbinsel Melrakkaslétta (heute Gemeinde Norðurþing); † 18. November 1918) war ein isländischer Schriftsteller.

## Biografie
Jón Trausti wurde als Sohn eines Landarbeiters geboren. In der kärglichen Umgebung konnte er keine Schule besuchen und verdiente seinen Lebensunterhalt zunächst als Knecht und Fischer. Mit 20 Jahren begann er eine Buchdruckerlehre in Seyðisfjörður und ließ sich in Reykjavík als Buchdrucker nieder. Dort begann er bald auch für das Theater als Schauspieler und Bühnenbildner zu arbeiten. Für seine längere Europareise, die er 1903 antrat, erhielt er ein Staatsstipendium. 
In den Jahren 1906 bis 1912 schrieb Trausti eine große Zahl von Romanen, Kurzgeschichten und Gedichten sowie Texte fürs Theater. Er starb an der spanischen Grippe am 18. November 1918.
Sein Poem ’’Íslandsvisur (Ég vil elska mitt land)’’, vertont von Pastor Bjarni Thorsteinsson (1861–1938), ist in Island als patriotisches Lied sehr populär.
Sein Hauptwerk, der vierbändige Romanzyklus ’’Der Heidenhof (Heiðarbýlið)’’, erschien 1908–1911. Wie in seinen anderen Prosawerken gestaltet der Autor das Landleben einfacher Leute zu einem inneren Kosmos aus.
Zusammen mit Einar Hjörleifsson Kvaran gilt Trausti für das beginnende 20. Jahrhundert als Islands bedeutendster Prosaautor. Dennoch ist bis auf ’’Skaftáfeuer’’, der den vulkanischen Ausbruch der Laki-Spalte 1783–1784 behandelt, bisher keiner seiner Romane ins Deutsche übersetzt worden (Stand: August 2006).

### Werke (Auswahl)
- Anna frá Stóruborg.
- Hækkandi stjarna. Deutsche Übersetzung von Nadine Erler: Ein aufgehender Stern. Hamburg 2025, ISBN 9783819299667.
- Halla
- Leysing. Kaupstaðarsaga frá síðustu áratugum nítjándu aldar. Reykjavík: Arinbjörn Sveinbjarnarson og Þorsteinn Gíslason, (1907)
- Heiðarbýlið (4 Bände, Band 1: Barnið, Band 2: Grenjaskyttan, Band 3: Fylgsnið, Band 4: Þorradægur (1908–1911), The Mountain Farm / The Mountain Cot)
- When I was on the Frigate (orig.: Þegar ég var á fregátunni, Skírni, 1910). English translation by Arnold R. Taylor – des Gutenberg-Projekts
- Ritsafn IV, Sögur frá Skaftáreldi, Holt of Skal (1911–1913). Reykjavík, Bókaútgáfan Þjóðsaga 1980. Deutsche Übersetzung von Susanne Beug: Skaftafeuer. Niebank-Rusch-Fachverlag, Bremen, 2012, ISBN 978-3-939564-36-2
- Ferðasögur, Prentsmidjan Acta H.F., 1930

### Sekundärliteratur (Auswahl)
- S. Einarsson, History of Icelandic Prose Writers, 1800–1940 (1948)
- R. Beck, History of Icelandic Poets, 1800–1940 (1950)
- S. Einarsson, A History of Icelandic Literature (1957)
- G. Turville-Petre, Origins of Icelandic Literature (1953)